# SN 2003dy
SN 2003dy – supernowa odkryta 4 kwietnia 2003 roku w galaktyce A123709+6211. W momencie odkrycia miała maksymalną jasność 24,50m.